# Isabelle Nicoloso
Isabelle Nicoloso (ur. 13 lutego 1961 w Domont) – francuska kolarka torowa i szosowa, dwukrotna medalistka mistrzostw świata.

## Kariera
Największy sukces w karierze Isabelle Nicoloso osiągnęła w 1985 roku, kiedy zdobyła złoty medal w sprincie indywidualnym na mistrzostwach świata w Bassano. Na rozgrywanych dwa lata wcześniej mistrzostwach świata w Zurychu wywalczyła w tej samej konkurencji brązowy medal, ulegając jedynie Amerykance Connie Paraskevin i Claudii Lommatzsch z RFN. Wielokrotnie zdobywała medale torowych mistrzostw Francji, w tym dziewięć złotych w latach 1980, 1981, 1982, 1984, 1985, 1990, 1991 (2 tytuły) i 1998. Startowała także w wyścigach szosowych, zajmując między innymi trzecie miejsce w klasyfikacji generalnej Tour de Bretagne w 1991 roku. Nigdy nie brała udziału w igrzyskach olimpijskich.